# Brestlitovska unija
Brestlitovska unija (belorusko: Брэсцкая унія, Берасьцейская унія, ukrajinsko: Берестейська унія, in poljsko: Unia brzeska) je bila odločitev v letih 1595–1596, ki jo je napravila Kijevsko-Halička metropolija, da bo pretrgala odnose s carigrajskim patriarhatom in priznala oblast rimskega papeža, da bi se izognila nadvladi na novo nastalega moskovskega patriarhata. V tem obdobju je ta Cerkev obsegala velik del današnje Ukrajine in Belorusije, pod oblastjo poljsko-litovske zveze. Voditelji Kijevske Cerkve so se zbrali na sinodi v mestu Brestlitovsk (danes Brest) in sestavili 33 členov zedinjenja, ki jih je sprejel tudi rimski papež  Klemen VIII.. Najprej je zedinjenje uspevalo, toda nastala so nasprotovanja in preganjanja s strani pravoslavja.  Najprej je nasprotoval uniji Ruski imperij, pozneje pa zlasti Stalin, ki je vse preostale grkokatoličane 1946 nasilno prevedel v pravoslavje. V avstroogrskih področjih pa se je unija obdržala vse do danes, pa tudi v zahodnih delih Ukrajine.

## Zgodovina
Po tridentinskem cerkvenem zboru se je poživilo versko življenje in gorečnost. Med Poljaki so jezuitje z veliko gorečnostjo delali za utrjenje in razširjenje katoliške vere. S slovesno službo božjo, z navdušenimi govori, v šolah in spisih so vnemali ljudstvo za katoliško vero. Duša vsega dela je bil največji poljski cerkveni govornik jezuit Skarga (1536-1612), ki je katoličane navdušil za apostolsko delo med razkolniki in za to delo pridobil duhovščino, plemstvo in kralja. 

Leta 1595. in 1596, je večina maloruskih 
škofov sprejela unijo (v Brestu). Sedanji gališki Rusini so se šele 100 let pozneje zedinili . Mnogo Rusinov je še ostalo v razkolu, posebno Kozaki so bili vedno fanatični nasprotniki unije. Vseh zedinjenih Rusinov je bilo gotovo okoli 10 milijonov. 

Mlada unija pri Poljakih ni imela potrebne opore in pomoči; kljub vsem težavam se je unija še vzdrževala, ker je imela svojo podlago v prepričanju ljudstva in duhovščine. Maloruska unija je pokazala veliko žilavost in veliko življenjsko silo: niti najhujša ruska nasilja je niso mogla popolnoma uničiti. 1875. je bila končno formalno uničena zadnja uniatska škofija Holm, a v srcih uniatov se je edinost še ohranila. Ko je 1905 – po katastrofalnem porazu v rusko-japonski vojni ruska vlada dovolila večjo versko svobodo, je okoli 200.000 bivših uniatov prestopilo v rimsko-katoliško Cerkev, ker grško-katoliški obred v Rusiji takrat še ni bil dovoljen. V Galiciji se je unija stanovitno ohranila; gotovo ne iz političnih ozirov, ampak iz prepričanja. — Takšno je bilo stanje v začetku 20. stoletja, kot ga opisuje sodobnik Franc Grivec.  

## Današnje stanje
Brestlitovska unija pomeni torej zedinjenje pravoslavnih metropolitanskih področij, »Kijeva in cele Rutenije«, tedaj v sestavi Poljske (poljsko-litevska unija), s katoliško Cerkvijo. Zedinjenje je bilo vzpostavljeno v Rimu 1595, a potrjeno na sinodi v Brest-Litovsku (danes Brest) 1596. Vrhovno oblast rimskega papeža in katoliške dogme je sprejel večji del pravoslavne duhovščine in manjši del vernikov. Unijatska Cerkev je ohranila lastno bogoslužje na cerkvenoslovanskem jeziku, julijanski koledar, svojo lastno hierarhijo, precejšnjo notranjo samostojnost in možnost poročenosti za duhovnike. V političnem smislu je Brestlitovska unija pomenila poskus zmanjšanja odvisnosti beloruskih in ukrajinskih dežel Poljsko-litovske zveze od ruskih carjev prek pravoslavne hierarhije, zlasti po ustanavljanju moskovske patriarhije v Moskvi 1589.  Z razdelitvijo Poljske 1793 so področja, ki so prišla pod Rusijo, pripojili Sveti sinodi v Peterburgu, a prostor vzhodne Galicije je ohranil unijo. 1946 si je grkokatoličane Ruska pravoslavna Cerkev pod Stalinom nasilno podredila. Razpad Sovjetske zveze  je 1990 omogočil uradno javno organiziranje ukrajinske grkokatoliške Cerkve (katoličani vzhodnega obreda).  

Po ruskem vdoru v vzhodne dele Ukrajine in zasedbi ter priključitvi Krima Rusiji 31. marca 2014 pa je preganjanje katoličanov obeh obredov – kakor tudi vseh drugih veroizpovedi pod vodstvom ruskega pravoslavja – znova izbruhnilo. 